# Іштван Еркень
Іштван Еркень (угор. Örkény István; *5 квітня 1912, Будапешт — †24 червня 1979, Будапешт) — угорський прозаїк і драматург, основоположник угорського театру абсурду.

## Біографія
Еркень з юних років захоплювався літературою; здобувши освіту фармацевта і інженера-хіміка, він тим не менше присвятив себе літературі і в кінці 30-х років на власні кошти видав свою першу збірку оповідань — «Танець моря».
Після вступу Угорщини в Другу світову війну на боці Німеччини Еркень був мобілізований в армію, відправлений до трудового батальйон на Східний фронт.
У 1957, після придушення повстання в Угорщині, Еркень був включений в «чорний список» цензури за свої зухвалі виступи на радіо та у пресі. Не маючи можливості друкуватися, працював на заводі з виготовлення медикаментів і перев'язувальних засобів. Заборона на публікацію, що тривала до початку 1960-х, звільнив письменника не тільки від зовнішньої, але і від внутрішньої цензури: 
| «Я не думав про редактора, критика, видавця і навіть про читача, мене займало лише те, що я пишу» |. У цей період він створив новий жанр — «розповіді-хвилинки», психологічні мініатюри із сучасного життя.
Заборона була знята в 1963, в пресі з'явилися збірники його оповідань, драми і повісті «Кішки-мишки» (1963) і «Сім'я Тотів» (1964); сценічні варіанти цих повістей, які йшли на сценах Європи, Америки, Японії і Австралії, принесли Еркеню міжнародне визнання.

## Твори
збірки оповідань
- «Танець моря»
- «Царівна єрусалимська»
- «Молодята на липучці»

повісті
- «Кішки-мишки» (1963)
- «Виставка троянд»
- «Сім'я Той» (або «Сім'я Тотів», Tóték, 1964)

п'єси
- «Воронеж»
- «Шукачі ключів»
- «Сценарій»
- «Пішта в криваву грозу»
- «Сім'я Той» (Tóték, 1967)
- «Кішки-мишки» (1969)

## Екранізації
- 1969 — «Сім'я Тот» ("Ласкаво просимо, пане майоре!"; режисер Золтан Фабрі (Угорщина).